# 西营镇 (白河县)
西营镇，是中华人民共和国陕西省安康市白河县下辖的一个乡镇级行政单位。

## 行政区划
西营镇下辖以下地区：
蔓营村、双桠村、栗园村、花房村、土泉村、高桥村、柳树村和新建村。